# Arachnocampa luminosa

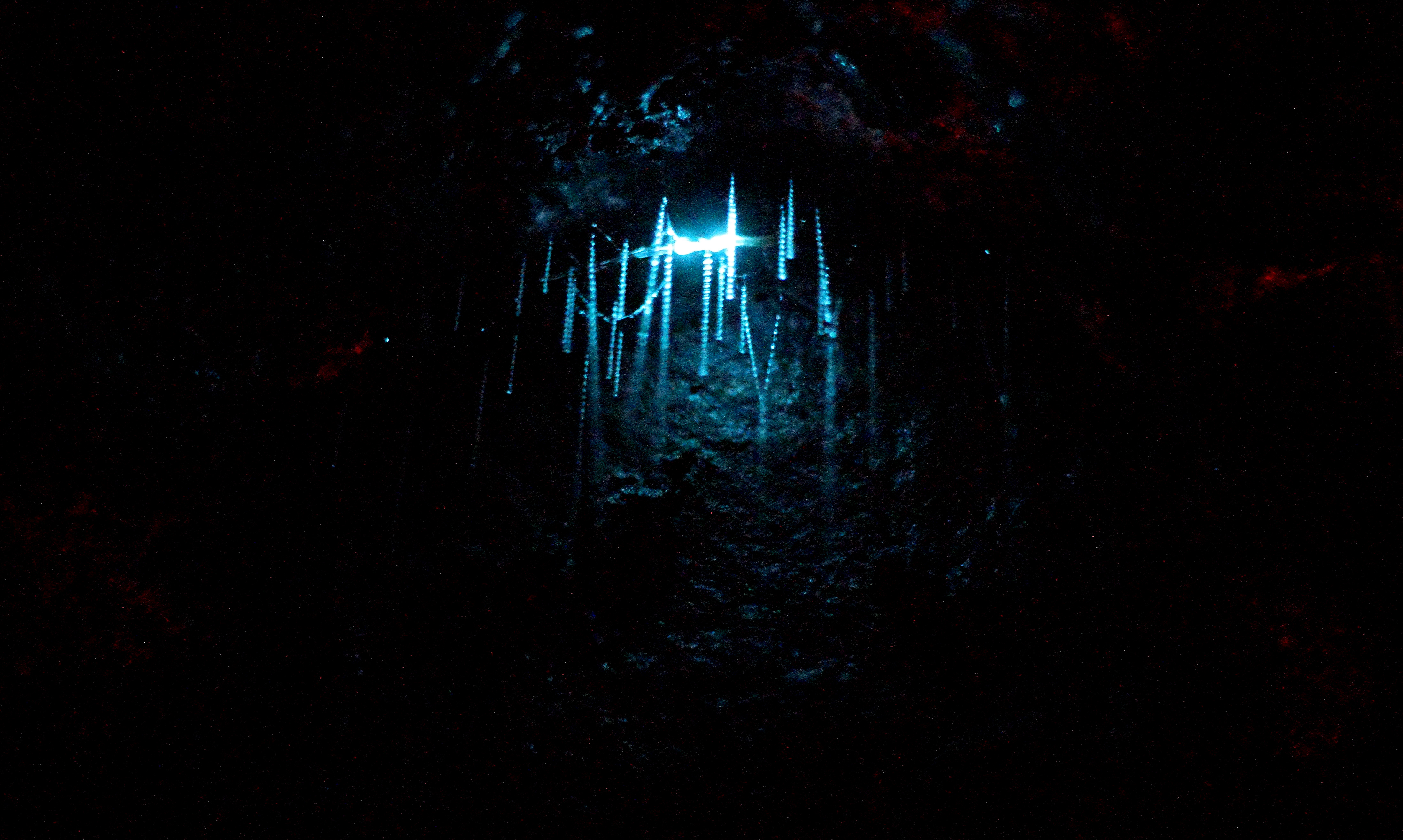
Biolumineszenz von Arachnocampa luminosa in einer Höhle in Neuseeland

Arachnocampa luminosa (Maori Titiwai, englisch Glowworm) ist eine Art der Langhornmücken (Keroplatidae), die in Neuseeland endemisch ist. Sowohl die Larven als auch die Imagines sind biolumineszent; hierauf bezieht sich auch der wissenschaftliche Artname.

## Verbreitung
Die Art kommt in feuchten Höhlen, Grotten, in Erdspalten, an Abhängen, unter Baumwurzeln, überhängenden Felsen und windstillen, feuchten Plätzen im Wald vor.
Arachnocampa luminosa kommt sowohl auf der Nordinsel als auch auf der Südinsel Neuseelands vor. Die Art ist verbreitet, aber durch Verlust des Lebensraumes durch Landwirtschaft und Abholzung in isolierte Populationen geteilt.
Bekannte Kolonien sind:
auf der Nordinsel
- Waitomo Caves (touristisch genutzt)
- Waipu Caves
- Le Roys Bush, Auckland
- Karangahake Gorge
- Whirinaki Forest Park
- Hicks Bay
- Morere Springs Scenic Reserve
- Everett Park Scenic Reserve
- Makiekie Creek
- Wellington Botanic Garden
- Zealandia Eco-Sanctuary
- Kawiti Caves (bei Kawakawa)[2]
- McLaren Falls Park (bei Tauranga)[3]

auf der Südinsel
- Te Anau Caves (touristisch genutzt)
- Totaranui
- Onetahuti Bay
- White’s Bay
- Hokitika
- Harihari
- Arthur’s Pass
- Leith Valley
- McLean Falls (The Catlins)
- Clifden Caves

## Lebenszyklus

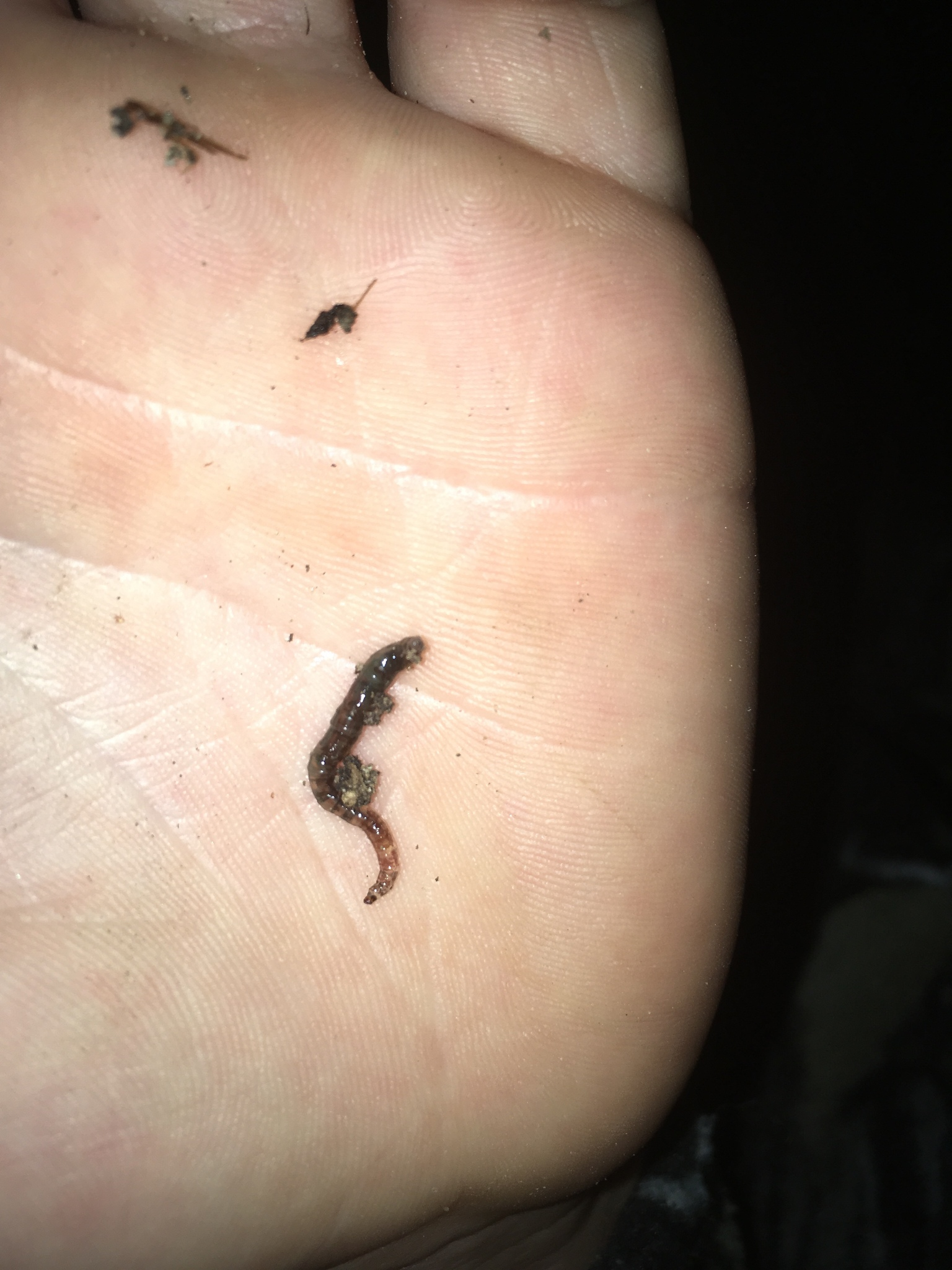
Eine Larve auf einer Hand

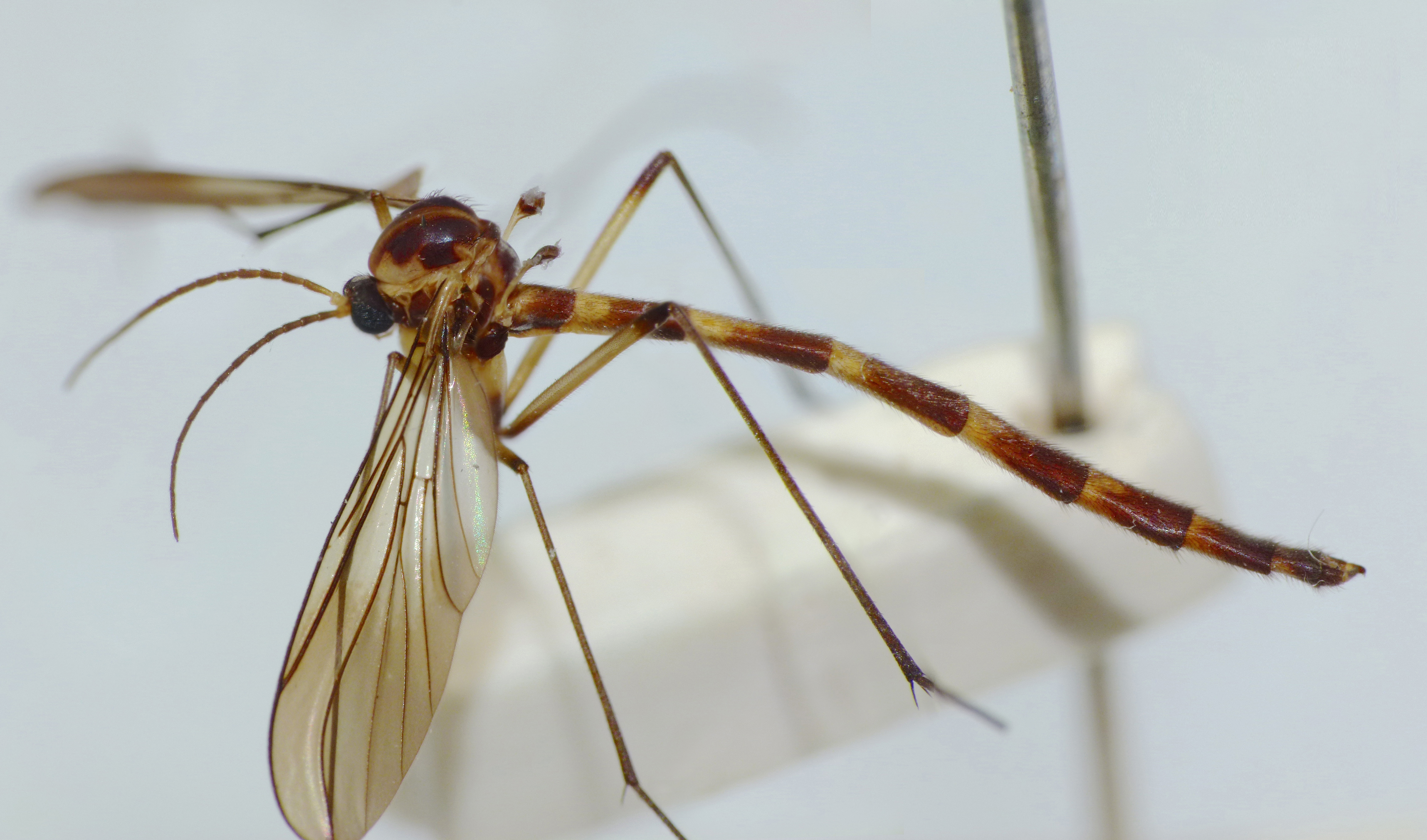
Die ausgewachsene Mücke

Arachnocampa luminosa verbringt die größte Zeit ihres Lebens im Larvenstadium. Das Larvenstadium dauert je nach verfügbarer Nahrung 6 bis 12 Monate. Die Larve schlüpft etwa 3–5 mm lang aus dem Ei und wächst bis auf etwa 30 mm Länge heran. Der Körper der Larve ist weich, die Kopfkapsel hart. Jeweils wenn die Kopfkapsel zu klein wird, häutet sich die Larve mehrfach in ihrer Lebenszeit.
Schließlich verpuppt sich die Larve. Die Puppe hängt an einem kurzen Seidenfaden von der Decke. Das Puppenstadium dauert 1–2 Wochen und leuchtet gelegentlich. Wenige Tage vor dem Schlupf hören die männlichen Puppen nahezu auf zu leuchten, die weiblichen verstärken ihr Leuchten. Möglicherweise locken die Weibchen damit Männchen an, so dass diese vor Ort sind, wenn die Weibchen schlüpfen.
Die Imagines fressen nicht und leben nur wenige Tage. Männchen und Weibchen leuchten, jedoch nicht so hell wie die Larven. Einzige Aufgabe der Mücken ist die Vermehrung. Sie sind schlechte Flieger und bleiben oft in der Nähe des Schlupfortes, so dass Kolonien entstehen. Das Weibchen legt etwa 130 Eier in Klumpen von 40 oder 50 und stirbt bald nach der Eiablage. Die Larven schlüpfen nach etwa 20 Tagen.
Die Larve spinnt ein Seidennest an der Höhlendecke und lässt bis zu 70 mit Schleimtropfen versehene, bis 40 cm lange Seidenfäden herabhängen. Die durch im Wald lebende Exemplare gebauten Fangfäden sind viel kürzer und erreichen nur etwa 5 cm Länge, da sie sich sonst im Wind ineinander verfangen.
Die Larven leuchten, um Beute in ihre Fangfäden zu locken. Möglicherweise täuscht eine Kolonie von Larven an der Höhlendecke der Beute einen Sternenhimmel vor. Hungrige Larven leuchten heller als solche, die gerade gefressen haben. Sie fangen Sandfliegen, Eintagsfliegen, Köcherfliegen, Stechmücken, Schmetterlinge, sogar kleine Schnecken und Tausendfüßer. Wenn sich eine Beute in einem Fangfaden verfangen hat, wird sie heraufgezogen, indem die Larve den Faden und schließlich die Beute frisst. Kannibalismus tritt bei hoher Populationsdichte auf, oder wenn sich erwachsene Mücken in den Fangfäden verfangen.
Das Leuchten ist Ergebnis einer chemischen Reaktion zwischen Luciferin, dem Enzym Luciferase, Adenosintriphosphat als Energieträger und Sauerstoff. Sie findet in den Malpighischen Gefäßen im Abdomen statt.
Die Larven reagieren auf Licht oder Berührung der Fangfäden oder ihres Körpers, indem sie sich in ihr „Nest“ (ihre Retraite) zurückziehen und aufhören zu leuchten. Generell haben sie wenig Fressfeinde. Die Larven werden in einigen Höhlen von einer Art von Weberknechten gefressen. Ein Pilz befällt die Larven und tötet sie. Die Pilzsporen verteilen sich über die Luftbewegung. Da die Larven aber an windstillen Orten leben, begrenzt dies die Ausbreitung. Die größte Bedrohung ist die Zerstörung des Lebensraumes durch menschliche Einflüsse.

## Taxonomie und Forschungsgeschichte
Die Art wurde 1871 in einer Goldmine in der Region um Thames (Neuseeland) zuerst gesammelt. Der Arzt und Priester Arthur Guyon Purchas beschrieb sie als einen Verwandten des europäischen Glühwürmchens, eines Käfers. Der russische Diplomat und Entomologe Carl Robert Osten-Sacken erkannte dann 1886, dass es sich um die Larve einer Mücke, nicht um einen Käfer handelte. Die Art wurde 1891 von Frederick Skuse, einem in Australien arbeitenden Entomologen, als Bolitophila luminosa erstbeschrieben. Der britische Entomologe Frederick Wallace Edwards stellte 1924 dann die Gattung Arachnocampa, mit Arachnocampa luminosa als Typusart, neu auf. Der Namensbestandteil Arachno- bezieht sich auf die Webspinnen (von griech. Arachne), nach den klebrigen Fangfäden der Larven, die wie Spinnennetze wirken. Traditionell wurde sie in die Familie Mycetophilidae einbezogen. Schon 1981 erhob der französische Forscher Loïc Matile die bisherige Unterfamilie Keroplatinae der Mycetophilidae zur neuen Familie Keroplatidae; dies hat sich in der Forschung letztlich durchgesetzt.
Die Keroplatidae umfassen knapp 1000 Arten (Stand: 2006) und sind weltweit verbreitet. Biolumineszenz ist von etwa zehn Arten bekannt geworden, darunter mit Keroplatus testaceus bei einer Art aus dem Vogelsberg (Hessen). A. luminosa ist die bekannteste davon. Die Gattung Arachnocampa umfasst insgesamt neun Arten, die alle außer A. luminosa in Australien verbreitet sind. Es gibt auch bisher unbestätigte Angaben von Neuguinea und Neukaledonien. Auch Arachnocampa tasmaniensis ist in der Exit Cave und der Mystery Creek Cave in Tasmanien eine Touristenattraktion.
Arachnocampa luminosa ist Schwesterart der übrigen Arten der Gattung zusammengenommen, sie wird als einzige Art in die (damit monotypische) Untergattung Arachnocampa sensu stricto gestellt.